# Nava Semel

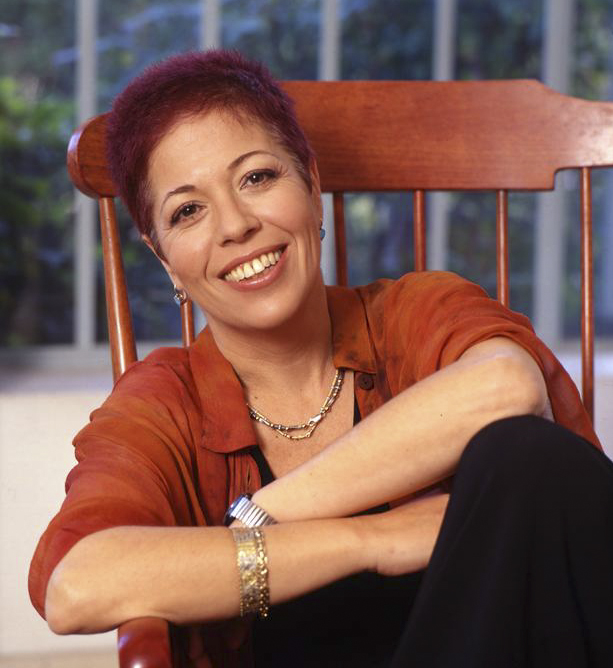
Nava Semel (2016)

Nava Semel (hebräisch נאוה סמל, geboren 15. September 1954 in Jaffa; gestorben 2. Dezember 2017 in Tel Aviv) war eine israelische, in Tel Aviv lebende Journalistin und Schriftstellerin, die sich literarisch vor allem mit dem Schicksal von Menschen auseinandersetzte, deren Eltern bzw. Elterngeneration den Holocaust und seine Schrecken überlebt haben.

## Leben
Nava Semel studierte an der Universität Tel Aviv Kunstgeschichte. Bereits mit siebzehn Jahren begann sie in verschiedenen journalistischen Berufen zu arbeiten, darunter als Produktionsassistentin beim israelischen Fernsehen und Rundfunk. Sie war für das Nahum Goldmann Diaspora Museum in Tel Aviv tätig und schrieb Artikel für verschiedene Kunstzeitschriften und Frauenmagazine in Israel. Neben Kurzgeschichten, Gedichten und Theaterstücken verfasste sie Romane und mehrere Kinderbücher. In Deutschland wurde sie vor allem durch ihren Roman Gerschona bekannt, der in den Vereinigten Staaten mit dem National Jewish Book Award ausgezeichnet wurde. Der WDR sendete 1989 ihr Hörspiel Hunger.
Nava Semel war mit Noam Semel, dem Direktor des Cameri Theatre in Tel Aviv, verheiratet. Nava Semel starb 2017 an den Folgen einer Krebserkrankung. Ihr älterer Bruder ist der bekannte israelische Folkrocksänger Shlomo Artzi.

## Werke/Ausgaben
- Gläserne Facetten. Zehn Geschichten, Frankfurt/Main 2000 (aus dem Hebräischen von Mirjam Pressler; Ersterscheinen in Israel 1985)
- Gerschona, Frankfurt am Main 1988 (aus dem Hebräischen von Mirjam Pressler; mehrere Auflagen, auch englisch: Becoming Gershona, New York 1990)
- Flugstunden. Die Geschichte des Mädchens Hadra, das der Enge ihrer Welt entkommen will, Berlin 1990 (Kinderbuch, aus dem Hebräischen von Mirjam Pressler; mehrere Auflagen, auch englisch: Flying Lessons, 1995)
- Und die Ratte lacht, Mannheim 2001 (Roman, aus dem Hebräischen von Mirjam Pressler; weitere Auflagen, auch englisch: And The Rat Laughed, 2009. Als Oper 2005 mit der Komponistin Ella Milch-Sheriff)
- Die Braut meines Bruders, München 2003 (Roman; aus dem Hebräischen von Mirjam Pressler; nominiert für den Deutschen Jugendliteraturpreis 2004)
- Trauer, Hoffnung und Radieschen, Frankfurt am Main 2005
- Liebe für Anfänger. Sieben Geschichten, Berlin 2010 (aus dem Hebräischen von Mirjam Pressler, illustriert von Gerda Raidt)

## Auszeichnungen
- 2010: LesePeter des Monats Oktober für das Jugendbuch Liebe für Anfänger[3]